# Rakhine

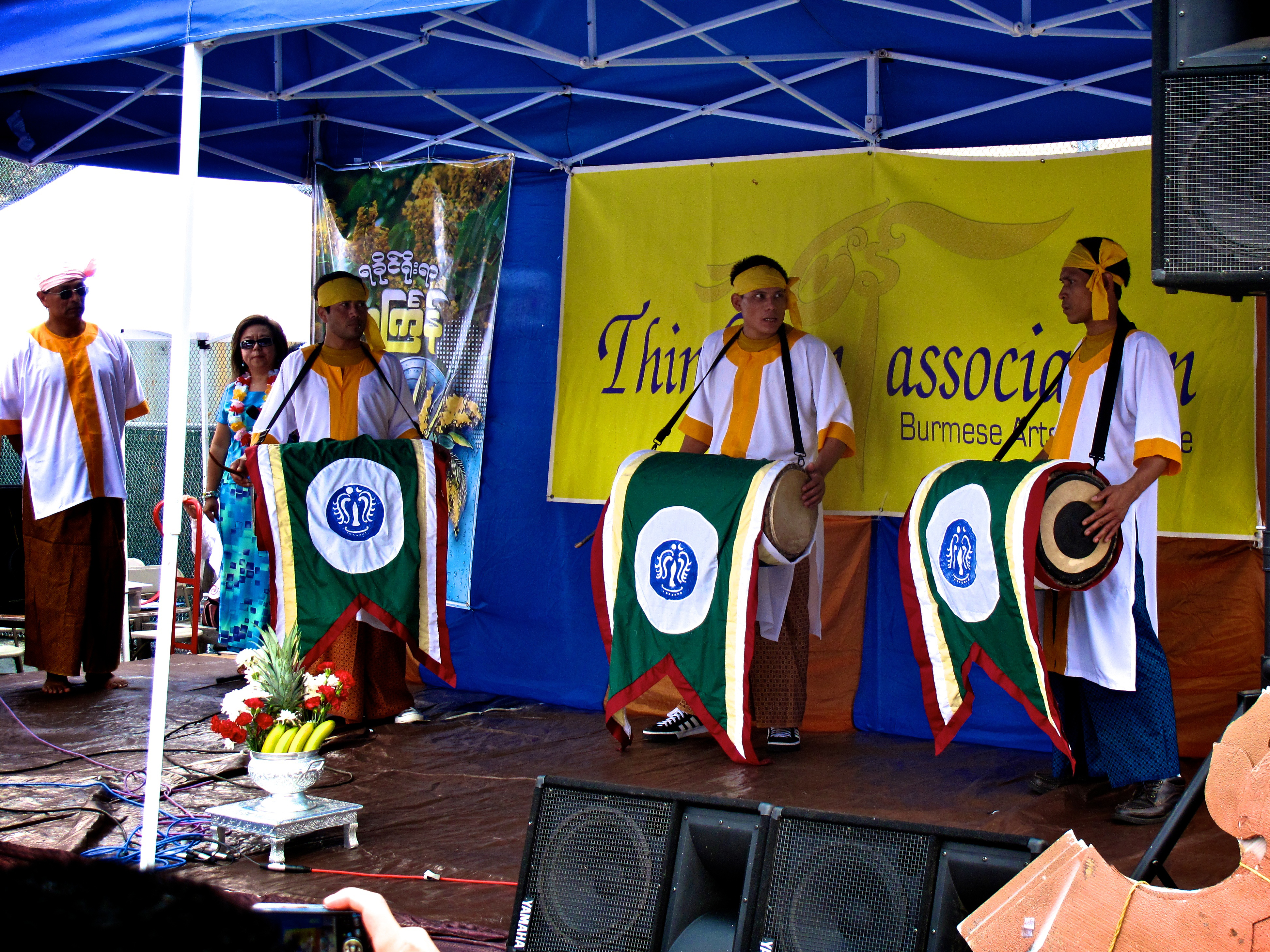
Suonatori Rakhine

Il popolo Rakhine (in birmano ရခုိင္‌လူမ္ယုိး;MLCTS: ra. khaing lu. myo:; IPA: [ja̰kʰàin lùmjóʊ]; oppure Arakanesi), un gruppo etnico della Birmania (Myanmar), è oggi riconosciuto dalla giunta militare birmana (SPDC), e forma la maggioranza della popolazione lungo le coste dello Stato Rakhine. Costituisce circa il 4% della popolazione della Birmania anche se non sono stati svolti censimenti affidabili dal 1983.

La Bandiera dello Stato Rakhine

## Etimologia
Secondo le cronache Arakanesi, il nome Rakhine (Rakhaing) si originò con la parola in lingua pāli Rakhanpura, che "significa terra delle persone Rakhanasa" (Rakhasa > Rakkha >Rakhaing), che furono chiamati così in onore alle loro origini. Infatti la parola Rakhaing si riferiva a uno che custodisce gelosamente la propria etnia. Sono orgogliosi buddisti, ed affermano di essere fra i più 
ferventi seguaci del Buddha del Sud-est asiatico.

## Cultura
I Rakhine sono culturalmente diversi dai Bamar. Parlano una lingua collegata ma piuttosto differente dal birmano. Una delle maggiori variazioni del linguaggio è la conservazione del suono /r/, sostituito da /j/ nel birmano. Inoltre, la lingua arakanese, sebbene piuttosto comprensibile a chi parla il birmano "standard", ha alcune diversità nel vocabolario. I Rakhine sono prevalentemente buddisti. Uno dei maggiori motivi della differenza fra Bamar e Arakenesi è l'isolamento geografico causato dai monti Arakan. I Rakhine sono stati influenzati dalla cultura indiana, e molti aspetti di essa rimangono nella cultura arakenese come letteratura, musica e cucina.